# CeCILL
CeCILLは、主にフランスの法的問題に対して適用された自由ソフトウェアライセンス。
GNU General Public Licenseの考え方に基づき、またそれとの互換性を保持したものとなっている。
フランス原子力庁(CEA)、フランス国立科学研究センター(CNRS)、フランス国立情報学自動制御研究所(INRIA)によって開発されたもので、ライセンスの名称はこれらの機関の略称を並べた「CEA CNRS INRIA Logiciel Libre」に由来する。2004年7月5日にCEA、CNRS、INRIAの合同記者発表で公表された。
このライセンスは、フランスの主なLinuxのユーザーグループの支持を得ており、European Union Public Licenceが作られる前にヨーロッパレベルでの採用が検討されていた。

## 条項
CeCILLは、ライセンスされたソフトウェアを自由に複製、変更、頒布する権利をユーザーに付与する。CeCILLは、その権利を著作権者から「ライセンサー（著作権者、もしくはさらなる配布者）」、そして利用者または「ライセンシー」へと渡すものと定義している。GPLと同様に、ソフトウェアに対する改変もまたCeCILLのもとで配布することを要求するが、「別のアドレス空間」で実行される作品に対しては何も要求しない。このような作品は、ライセンシーが自由にライセンスを付与することができる。CeCILLは、他のいくつかの一般的なオープンソースライセンスとは異なり、特許ライセンスを付与するものではなく、ライセンサーが所有する特許を行使しないことを約束する。第9.4条では、ソフトウェアに関する訴訟がライセンシーに提起された場合、ライセンサーは「技術的および法的支援」を提供することに同意しているが、その支援の範囲は、覚書に基づいてケースバイケースで決定されるものとされている。
保証および責任の免責事項は、フランスの法律に準拠するために、他の一般的なオープンソースライセンスとは異なる方法で記述されている。CeCILL は、ライセンサーがソフトウェアの保証または技術サポートを提供することを禁止していないが、そのようなサービスは別の契約で交渉することを要求している。
このライセンスは明示的な再ライセンス条項が含まれており、GPL と互換性がある。
第13条のフランスの法律とフランスの裁判所への明示的な言及は、ユーザを制限するものではない。ユーザは訴訟を解決するために、相互の合意によって司法の管轄を選ぶことができる。フランスの裁判所への明示的な言及は、相互の合意が不可能な場合にのみ使われる。これは法律の権限の問題を直ちに解決する。（GPLでは、訴訟のすべての当事者が米国にいる場合を除き、このような問題がうまく解決しない）。

## バージョン
v2は、フランス語圏のLinuxと自由ソフトウェアのユーザ組合である「Association pour la Promotion et la Recherche en Informatique Libre」とフリーソフトウェア財団との協議の末に開発され、2005年5月21日にリリースされた。CeCILL FAQによると、用語の違いはあるが、理念に大きな違いはない。
CeCILL v2における最も顕著な違いは、英文テキストが（CeCILL v1のような）翻訳草案としてではなく、同様に正式なフランス語テキストに加えて、正式なテキストとして承認されたことである。これにより、CeCILLライセンスは国際的に使いやすくなった。これは、どのような国際的な裁判所においても、正式な翻訳を作成するためのコストは、2つ目の正式な参照テキストがあれば低く抑えられるからである。二つ目の違いは、CeCILL v2が完全に互換性を持つようになったGNU General Public Licenseへの参照が、GPL v2の条項のすべての可能な差異を避けるために、その正確なタイトルとフリーソフトウェア財団の正確な名前を用いて、明確に定義されていることである。曖昧さを減らして用語をより正確に定義するために、いくつかの定義が追加された。これらの変更により、CeCILLはWIPOの規則に従い、また法廷ではフランスの法律に従い、米国外ではGPL v2に残っている法的問題なしに、完全に行使可能となった。
バージョン 2.1 は 2013 年 6 月にリリースされた。このバージョンでは、GPL だけでなく GNU Affero General Public License と European Union Public Licence への再ライセンスが可能になり、ソースコードへのアクセスをライセンシーに要求する文言が明確化された (これは、以前 Open Source Initiative によって v 2.0 が拒否される原因となっていた)。

## CeCILLライセンスの国際的な保護と承認
v1では、すでにライセンスを v2 に置き換えることが許可されているため、2004 年に CeCILL v1 でライセンスされたすべてのソフトウェアは、フランス語だけでなく英語でも正当な法的条項を適用できる v2 でライセンスできる。
CeCILL は、高名な公的研究センター (フランスでは、World Wide Web Consortiumの創設メンバーである INRIA と原子力エネルギーに取り組む CEA) によって保護されており、これらの研究センターはCeCILLを用いて独自の自由でオープンソースなソフトウェアを公開している。また、重要な政府組織 (軍事や防衛システムなどの分野でも活動) によって保護されているため、GPL のみを使用する場合よりもはるかに安全性が高くなる。このライセンスは、WIPO の正式メンバーである政府や、強制力のある法律によって正式にサポートされている。これはまた、知的財産権の保護に関するすべての国際条約が CeCILL ライセンス製品に適用され、WIPO によって保護されている国際条約に署名したすべての国で法的強制力があることも意味する。ただし、フランス政府が CeCILL の将来のバージョンを非自由かつ制限付きのものにする可能性も残されている。
CeCILL ライセンスは、CeCILL プロジェクトの創設者が協力している FSF によって自由ソフトウェアライセンスとして承認されている。v 2.1 以降、CeCILL は Open Source Initiative によってオープンソースライセンスとしても承認されている。

## 他のCeCILLライセンス
CeCILLプロジェクトは他に二つのライセンスを加えている。
CeCILL-B
CeCILL-Bでは、強力な帰属要件（単純な著作権表示よりもはるかに高度な要件）が要求されるBSD系のライセンス（BSD、X11、MIT）と完全に互換性がある。この要件には普通はGPL自体では通常許可されていない要件（GPLはこれを宣伝要件としている）があるため、もしBSD系のコンポーネントが組み込まれている場合、ソフトウェアがデュアルライセンスで、すべての組み込みコンポーネントのライセンス要件に準拠しない限り、このライセンスは元のCeCILLライセンスと互換性がない可能性がある。
CeCILL-C
コンポーネントのソフトウェア用で、FSF の LGPL ライセンスと完全に互換性がある。
これら二つのライセンスは、WIPOの規則のもとでBSD系のライセンスやFSFのLGPLライセンスを国際的に施行できるようにするためにも定義される。

## 使用されているソフトウェア
- Scilab[5]
- G'MIC
- Brian
- MedinTux
- Paradiseo
- PhoX
- ScientificPython
- SYNTAX
- Yass

## 起源と一般的な適用性
3つの CeCILL ライセンスは、フランスの戦略的研究システム (防衛、宇宙打ち上げシステム、医療研究、気象学/気候学、基礎物理学または応用物理学のさまざまな分野) 向けに開発および使用されたが、一般の人々や、他国の政府を含むその他の営利組織や非営利団体でも使用できるようになっている。これは、ソフトウェアコンポーネントが、当初オープンソースまたは自由なライセンスでリリースされたコンポーネントソフトウェアやシステムを必要、また使用、統合しており、商業的な組織によって運用されていたためである。
これらのライセンスがなければ、このようなシステムを構築および使用することはできず、さまざまな国際特許の申し立てに対して法的に保護することもできなかった。これらのフランスの戦略的システムのコストが莫大なため、他の商業第三者による不当な申し立てからこれらの投資を保護するために、非常に強力なライセンスが必要であった。最初に必要だったことの 1 つは、よく知られているオープン ソースライセンスと自由ソフトウェアライセンスを、フランスの法律およびフランスが批准した多くの国際条約の下で完全に互換性があり保護されるようにすることであった。